# Universidad Bolivariana
Universidad Bolivariana – prywatna uczelnia w Chile, zlokalizowana w Santiago. 